# Antras (Gers)
Pour les articles homonymes, voir Antras.
Antras est une commune française située dans le centre du département du Gers en région Occitanie. Sur le plan historique et culturel, la commune est dans le Pays d'Auch, un territoire céréalier et viticole qui s'est également constitué en pays au sens aménagement du territoire en 2003.
Exposée à un climat océanique altéré, elle est drainée par l'Auloue et par divers autres petits cours d'eau.
Antras est une commune rurale qui compte 41 habitants en 2022, après avoir connu un pic de population de 299 habitants en 1841.  Elle fait partie de l'aire d'attraction d'Auch. Ses habitants sont appelés les Antrassiens ou  Antrassiennes.

## Géographie

### Localisation
La commune d'Antras se situe au centre du canton de Jegun dans l'arrondissement d'Auch, à 4 km de Jegun et à 17 km d'Auch.

### Communes limitrophes
Les communes limitrophes sont  Biran, Jegun, Ordan-Larroque et Saint-Lary.
|       | Jegun          |            |
| Biran | Antras         | Saint-Lary |
|       | Ordan-Larroque |            |

### Géologie et relief
Le relief est vallonné, depuis le plissement éocène qui a formé les Pyrénées. L'orogenèse s'est faite par la rencontre de la plaque ibérique remontant vers le nord et de la plaque eurasienne. De ce fait, le plissement des collines suit un axe est-ouest.

La terre de la commune est de marne argileuse, constitué de molasse.
Antras se situe en zone de sismicité 1 (sismicité très faible).

### Hydrographie

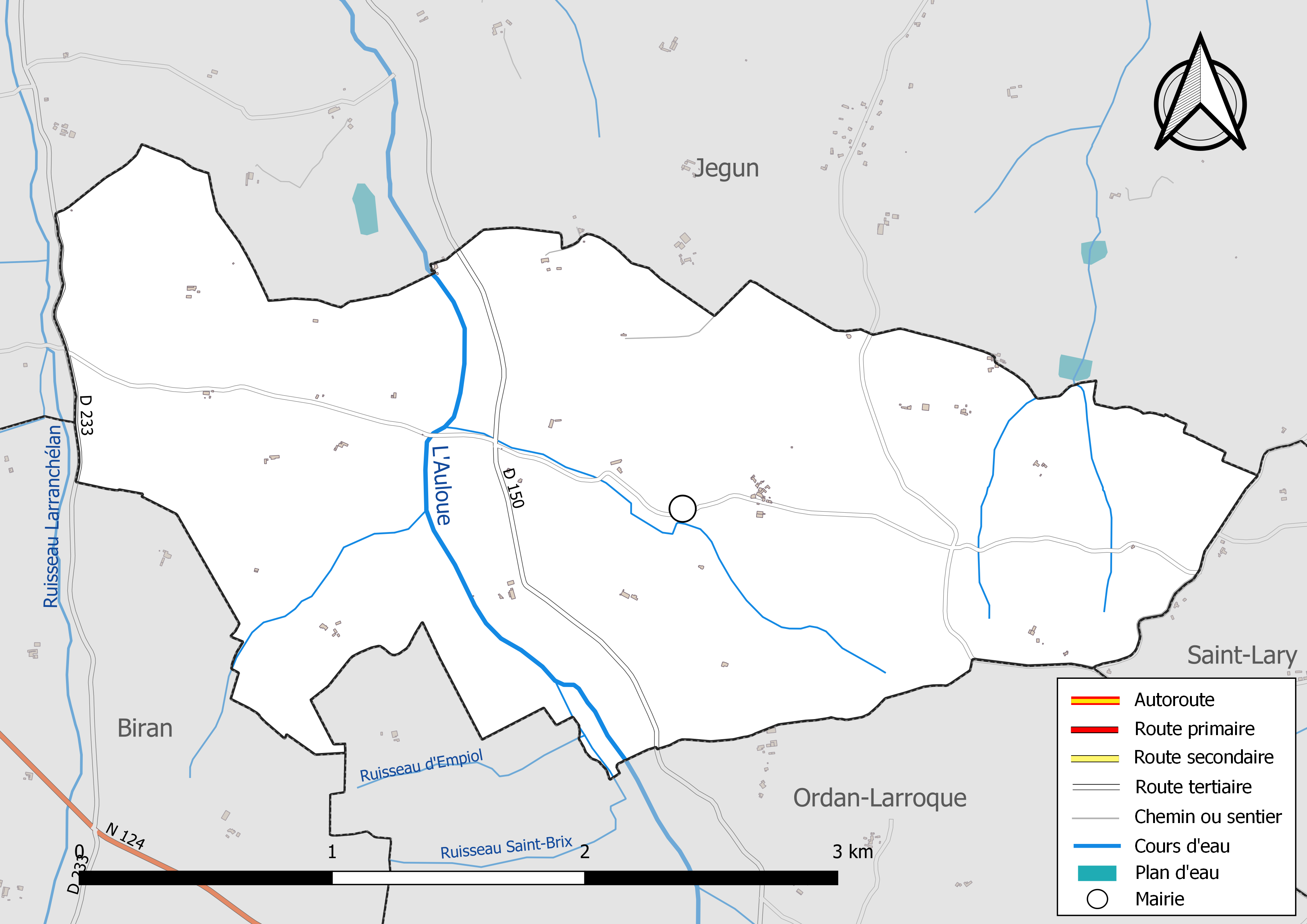
Réseaux hydrographique et routier d'Antras.

La commune est dans le bassin de la Garonne, au sein du bassin hydrographique Adour-Garonne. Elle est drainée par l'Auloue et le ruisseau Saint-Brix et par divers petits cours d'eau, qui constituent un réseau hydrographique de 8 km de longueur totale,.
L'Auloue, d'une longueur totale de 45,4 km, prend sa source dans la commune de L'Isle-de-Noé et s'écoule vers le nord. Il traverse la commune et se jette dans la Baïse à Valence-sur-Baïse, après avoir traversé 16 communes.

### Climat
Pour des articles plus généraux, voir Climat de l'Occitanie et Climat du Gers.
En 2010, le climat de la commune est de type climat du Bassin du Sud-Ouest, selon une étude s'appuyant sur une série de données couvrant la période 1971-2000. En 2020, Météo-France publie une typologie des climats de la France métropolitaine dans laquelle la commune est exposée à un climat océanique altéré et est dans la région climatique Aquitaine, Gascogne, caractérisée par une pluviométrie abondante au printemps, modérée en automne, un faible ensoleillement au printemps, un été chaud (19,5 °C), des vents faibles, des brouillards fréquents en automne et en hiver et des orages fréquents en été (15 à 20 jours).
Pour la période 1971-2000, la température annuelle moyenne est de 13,1 °C, avec une amplitude thermique annuelle de 15,3 °C. Le cumul annuel moyen de précipitations est de 745 mm, avec 9,4 jours de précipitations en janvier et 6,2 jours en juillet. Pour la période 1991-2020, la température moyenne annuelle observée sur la station météorologique la plus proche, située sur la commune de Beaucaire à 13 km à vol d'oiseau, est de 13,8 °C et le cumul annuel moyen de précipitations est de 775,9 mm,. Pour l'avenir, les paramètres climatiques de la commune estimés pour 2050 selon différents scénarios d’émission de gaz à effet de serre sont consultables sur un site dédié publié par Météo-France en novembre 2022.

### Voies de communication et transports
La route départementale D 150  traverse la partie centrale de la commune du nord au sud, en provenance de Jegun et en direction d'Ordan-Larroque.

### Milieux naturels et biodiversité
Aucun espace naturel présentant un intérêt patrimonial n'est recensé sur la commune dans l'inventaire national du patrimoine naturel,,.

## Urbanisme

### Typologie
Au 1er janvier 2024, Antras est catégorisée commune rurale à habitat très dispersé, selon la nouvelle grille communale de densité à sept niveaux définie par l'Insee en 2022.
Elle est située hors unité urbaine. Par ailleurs la commune fait partie de l'aire d'attraction d'Auch, dont elle est une commune de la couronne,. Cette aire, qui regroupe 112 communes, est catégorisée dans les aires de 50 000 à moins de 200 000 habitants,.

### Occupation des sols
L'occupation des sols de la commune, telle qu'elle ressort de la base de données européenne d’occupation biophysique des sols Corine Land Cover (CLC), est marquée par l'importance des territoires agricoles (100 % en 2018), une proportion identique à celle de 1990 (100 %). La répartition détaillée en 2018 est la suivante : 
terres arables (53,3 %), zones agricoles hétérogènes (46,7 %). L'évolution de l’occupation des sols de la commune et de ses infrastructures peut être observée sur les différentes représentations cartographiques du territoire : la carte de Cassini (XVIIIe siècle), la carte d'état-major (1820-1866) et les cartes ou photos aériennes de l'IGN pour la période actuelle (1950 à aujourd'hui).

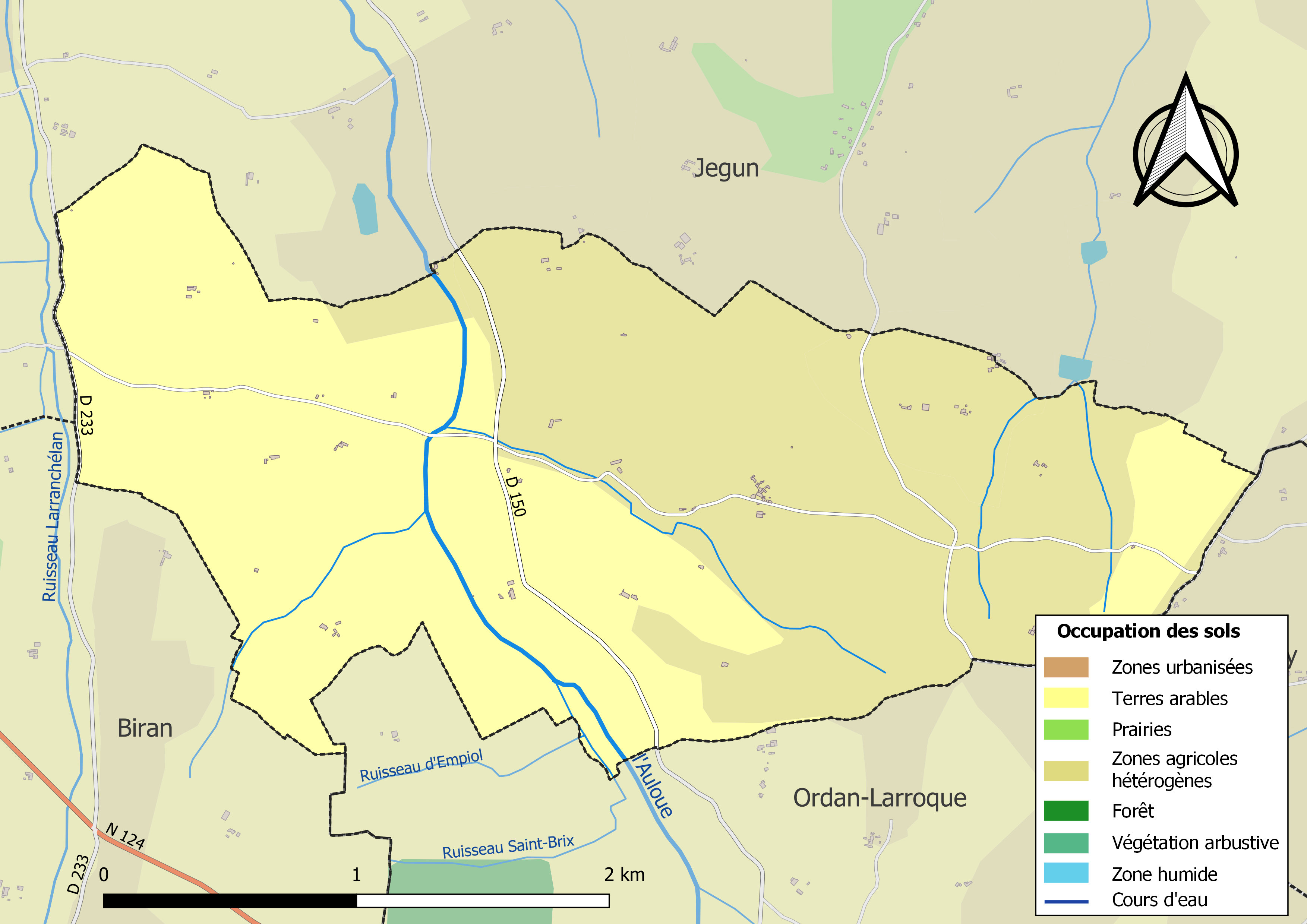
Carte des infrastructures et de l'occupation des sols de la commune en 2018 (CLC).

### Habitat
Nombre de maisons anciennes ont été construites au début du XIXe siècle, ce sont des fermes ou des dépendances agricoles qui sont éparpillées sur tout le territoire de la commune. Le document ci-dessous (source : DGI) recense les différentes constructions et leur date d'édification.

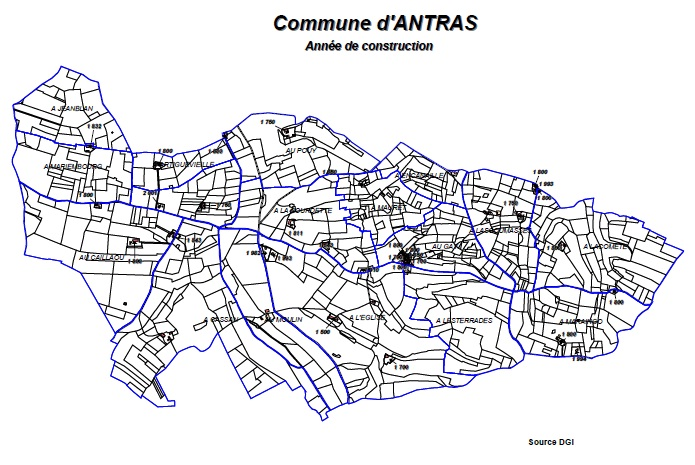
Date de construction des bâtiments d'Antras.

Les matériaux les plus communs étaient trouvés sur place : pierre calcaire que l'on pouvait extraire des carrières ouvertes à proximité du Gay, tuile canal des tuileries voisines (Jegun, Vic Fezensac). Les pièces maîtresses des charpentes étaient en ormeau, la volige en châtaignier refendue à la hache - arbres eux aussi disponibles sur place. 

Une maison de maître était souvent à double corps. Elle comprenait l'habitat sur deux étages, une grange et un puits. Les métairies étaient à simple corps et de terre battue : au sol était l'étable pour le bétail (cochons, vaches, poules, éventuellement un cheval) et leur chaleur réchauffait l'étage supérieur où logeaient les employés. Ceux-ci dormaient sur une paillasse et connaissaient la dure vie des champs. 

Avec les moyens de transports modernes, les matériaux de construction ne sont plus dépendants des ressources locales. Ainsi les maisons modernes sont construites selon les standards du béton, du parpaing et des briques ; elles sont le plus souvent crépies de blanc ou de beige.
 
Les meubles anciens se transmettaient de génération en génération et traversaient les décennies, si ce n'est les siècles pour les plus robustes.

### Risques majeurs
Le territoire de la commune d'Antras est vulnérable à différents aléas naturels : météorologiques (tempête, orage, neige, grand froid, canicule ou sécheresse) et séisme (sismicité très faible). Un site publié par le BRGM permet d'évaluer simplement et rapidement les risques d'un bien localisé soit par son adresse soit par le numéro de sa parcelle.

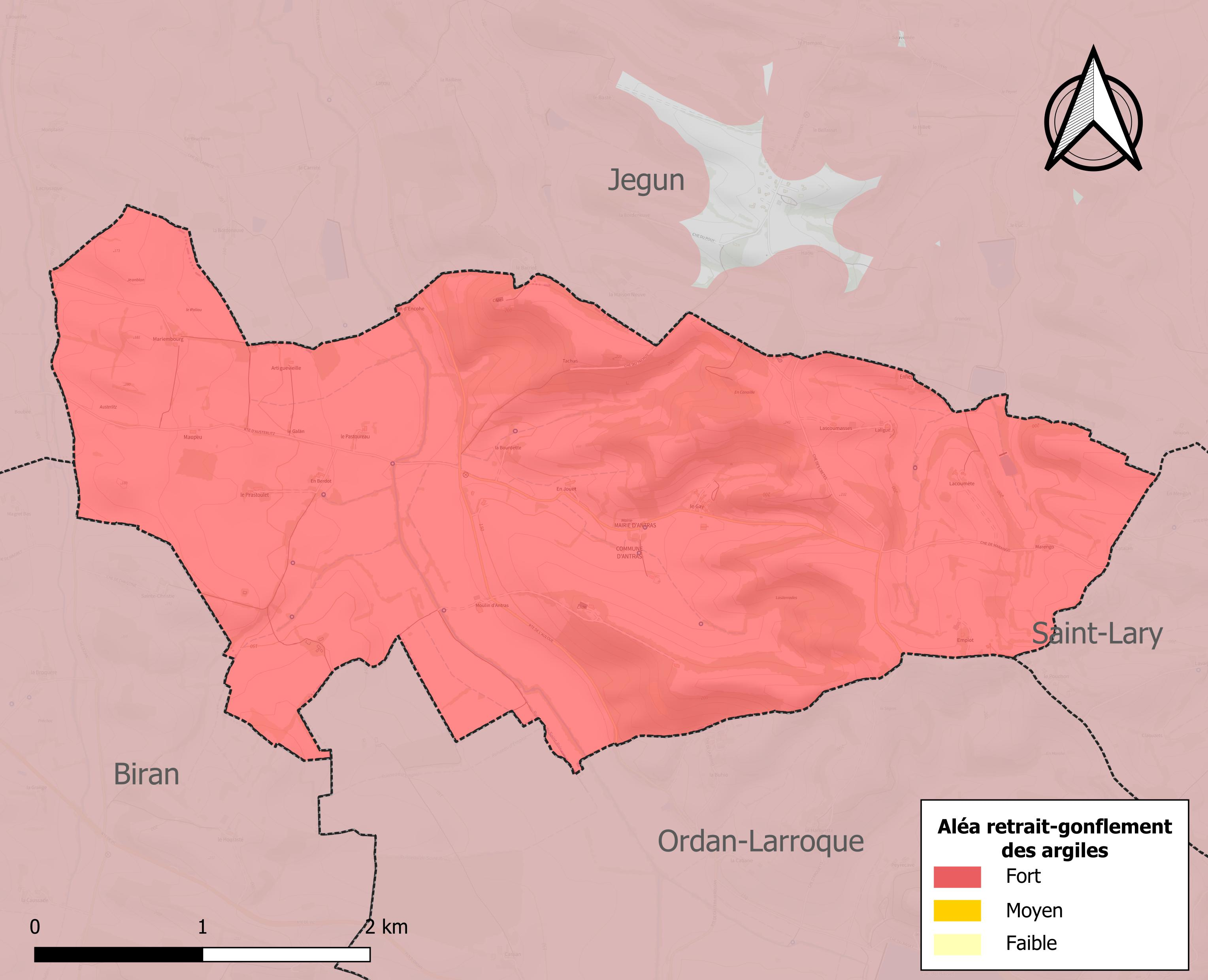
Carte des zones d'aléa retrait-gonflement des sols argileux d'Antras.

Le retrait-gonflement des sols argileux est susceptible d'engendrer des dommages importants aux bâtiments en cas d’alternance de périodes de sécheresse et de pluie. La totalité de la commune est en aléa moyen ou fort (94,5 % au niveau départemental et 48,5 % au niveau national). Sur les 32 bâtiments dénombrés sur la commune en 2019, 32 sont en aléa moyen ou fort, soit 100 %, à comparer aux 93 % au niveau départemental et 54 % au niveau national. Une cartographie de l'exposition du territoire national au retrait gonflement des sols argileux est disponible sur le site du BRGM,.
Par ailleurs, afin de mieux appréhender le risque d’affaissement de terrain, l'inventaire national des cavités souterraines permet de localiser celles situées sur la commune.
La commune a été reconnue en état de catastrophe naturelle au titre des dommages causés par les inondations et coulées de boue survenues en 1989, 1999 et 2009. Concernant les mouvements de terrains, la commune a été reconnue en état de catastrophe naturelle au titre des dommages causés par des mouvements de terrain en 1999.

## Toponymie
Le nom de la commune en occitan gascon est Antràs.
Antres du Cluzets
L'abbé Tournier écrit en 1909 : « Selon toute probabilité, les Antres du Cluzets ont fourni le nom à la localité. En effet, trois grottes contiguës sont pratiquées dans les rochers (...). ». Ces grottes subsistent aujourd'hui. Il poursuit : « La légende, encore vivace, prétend que ces grottes étaient le refuge d'une colonie de nains très méchants ; d'autres croient à une bergerie ; plusieurs pensent à un repaire de brigands. » - ce qui reste du domaine de la légende.

Ces antres restent un point important pour la commune d'Antras, bien qu'aujourd'hui leur fragilité et les risques d'éboulement aient conduit à délaisser le site. La nature reprend ses droits et les arbres et fourrés profonds rendent l'accès aux antres difficile.
Napoléon
La commune d'Antras porte, dans sa toponymie, plusieurs sites en relation avec Napoléon et les victoires françaises de ce temps, Marengo par exemple. L'église de Saint-Martin a, par ailleurs, été érigée sur un monument ancien célébrant saint Napoléon.
Le Biot
La ruine du Biot, au-dessus du Gay, était située sur l'ancien chemin qui menait du village d'Antras à Jegun. Biot signifie chemin en gascon ; il dérive de via, la voie en latin.

## Histoire

### Seigneuries
D'après l'histoire d'Antras de l'Abbé Tournier, il y avait jadis deux salles nobles sur le territoire d'Antras : la salle vieille du Pouy et la seigneurie d'Antras - la seconde étant postérieure à la première de plus de deux siècles.

Des archives témoignent de la reconnaissance royale des deux seigneuries, qui avaient droit à des privilèges sur les territoires et foyers dominés.

### Commodités

#### Électricité
L'électrification remonte à 1930 pour le village, rapidement suivi par le reste de la commune. Un des hameaux de la commune n'a connu l'électricité qu'en 1958 car les plus anciens croyaient que l'électricité attirerait la foudre et les horreurs du ciel. 

Le village dispose depuis la décennie 1990 d'un éclairage public en son centre et autour de la mairie ; les câbles étant, en 2010, sur le point d'être enterrés.

#### Eau
La principale source est encore aujourd'hui située près de la mairie. Bien que nombre de maisons avaient leur propre puits, les Antrassiens allaient chercher l'eau à la source à l'aide d'une citerne tractée par un cheval, ou avec des seaux, et ce jusqu'au milieu du XXe siècle. Dans les années 1960 plusieurs fermes sont équipées de pompes à eau électriques pour puiser l'eau des sources naturelles et compléter l'eau potable des puits par une eau plus abondante pour les bêtes et le ménage - surtout durant l'été. Enfin, l'adduction d'eau potable est organisée pour tous au tournant des années 1970.

Avant l'eau courante et les machines à laver le linge, les fermes possédaient souvent deux mares, l'une pour abreuver le bétail, l'autre pour laver le linge. Elles étaient de simples fosses remplies par l'eau de pluie.

### Histoire politique

#### Histoire de l'institution communale: juridiction et territoire
En 1742, Louis XV approuve l'arrêt de séparation qui fait d'Antras une communauté indépendante, « avec consuls, collecteurs, budget et administration propres ». La communauté sort de la juridiction de Jegun.

L'abbé Tournier décrit le fonctionnement de la nouvelle juridiction : chaque année un conseil se réunit sous le vieil ormeau communal (la mairie n'a pas encore été construite). Il assemble les hommes les plus sains et les notables de la communauté. On élit deux représentants (dits consuls) au-delà de l'Auloue et deux en deçà, soit quatre au total. D'après l'abbé Tournier, « Les familles qui occupèrent le plus fréquemment ces fonctions sont les Gay, Peyregay-Darroux et Bordes. » 
La commune ne garde plus trace de « l'ormeau communal », essence d'arbre autrefois fréquente dans les alentours et aujourd'hui nettement diminuée à la suite d'une maladie dans les années 1980.

Le 11 septembre 1765, le territoire d'Antras est disjoint de celui de Jegun. Un arpenteur fut dépêché pour prendre les mesures du nouveau territoire indépendant.

## Politique et administration

### Administration municipale
La mairie a été hébergée par le presbytère, puis elle a été placée au sein de l'école communale. Les archives municipales ont été perdues à la fin du XXe siècle. Une nouvelle mairie et une salle des fêtes ont été construites en 1998.[réf. nécessaire]

## Population et société

### Démographie
L'évolution du nombre d'habitants est connue à travers les recensements de la population effectués dans la commune depuis 1793. Pour les communes de moins de 10 000 habitants, une enquête de recensement portant sur toute la population est réalisée tous les cinq ans, les populations de référence des années intermédiaires étant quant à elles estimées par interpolation ou extrapolation. Pour la commune, le premier recensement exhaustif entrant dans le cadre du nouveau dispositif a été réalisé en 2006.

En 2022, la commune comptait 41 habitants, en évolution de −14,58 % par rapport à 2016 (Gers : +1,04 %, France hors Mayotte : +2,11 %).
| 1793 | 1800 | 1806 | 1821 | 1831 | 1841 | 1846 | 1851 | 1856 |
| ---- | ---- | ---- | ---- | ---- | ---- | ---- | ---- | ---- |
| 168  | 174  | 186  | 205  | 284  | 299  | 222  | 211  | 209  |

| 1861 | 1866 | 1872 | 1876 | 1881 | 1886 | 1891 | 1896 | 1901 |
| ---- | ---- | ---- | ---- | ---- | ---- | ---- | ---- | ---- |
| 203  | 178  | 161  | 167  | 164  | 164  | 138  | 125  | 129  |

| 1906 | 1911 | 1921 | 1926 | 1931 | 1936 | 1946 | 1954 | 1962 |
| ---- | ---- | ---- | ---- | ---- | ---- | ---- | ---- | ---- |
| 135  | 128  | 119  | 120  | 122  | 112  | 95   | 86   | 93   |

| 1968 | 1975 | 1982 | 1990 | 1999 | 2006 | 2011 | 2016 | 2021 |
| ---- | ---- | ---- | ---- | ---- | ---- | ---- | ---- | ---- |
| 86   | 49   | 55   | 51   | 58   | 61   | 54   | 48   | 43   |

| 2022 | - | - | - | - | - | - | - | - |
| ---- | - | - | - | - | - | - | - | - |
| 41   | - | - | - | - | - | - | - | - |

L'évolution de la population d'Antras est exemplaire : après les siècles de prospérité agricole, l'exode rural vide les campagnes au XIXe siècle. Les Antrassiens quittent leurs terres pour aller chercher emploi dans les villes industrielles naissantes. Au XXe siècle, la population connaît un renouveau avec l'automobile qui permet aux rurbains d'habiter à Antras et aller à leur emploi à Auch. Les résidences secondaires donnent un nouveau souffle à la vie rurale du village (en 2006, sur 31 résidences, 6 sont secondaires).
La population était beaucoup plus dense au XIXe siècle - et nombre de maisons datent de cette période. Trois générations vivaient sous le même toit, avec des enfants plus nombreux (une famille de neuf enfants était commune avant la transition démographique, natalité et mortalité étant plus élevées qu'aujourd'hui).
La population antrassienne est âgé de 49 ans en moyenne (2006).

#### Immigration
La France ayant été saignée par la Première Guerre mondiale, des familles italiennes et polonaises furent appelées pour repeupler les campagnes et travailler aux champs. Deux noms de famille attestent encore dans la commune de cette immigration chiche et précoce.

Les années 1956-1962 voient l'indépendance du Maroc, de la Tunisie et de l'Algérie. Ces années sont marquées par l'arrivée des pieds-noirs, c'est-à-dire des français, d'origine européenne, installés en Afrique du Nord jusqu'à l'époque de l'indépendance. Ils participent de plein à la mécanisation de l'agriculture d'Antras et dynamisent l'économie rurale.

Plusieurs familles anglaises achètent, dès les années 1990, des propriétés de la commune, attirés par le soleil et des prix moins élevés que dans l'île de Grande Bretagne, très densément peuplée.

### Enseignement
L'ancienne école, remontant au XIXe siècle, a été fermée en 1971 alors qu'elle oscillait entre 11 et 18 enfants de 1956 à 1963. En 1976, elle servit à héberger la mairie. Elle est aujourd'hui un lieu de résidence. 

Les enfants venaient autrefois à pied des collines voisines jusqu'à l'ancienne école. On y apprenait le calcul, l'écriture et la lecture, l'histoire et la géographie sous l'autorité d'un seul instituteur. Très rares étaient ceux qui partaient pour la pension au collège d'Auch.

Lors de la fermeture de l'école en 1971, un ramassage scolaire motorisé vers l'école primaire de Jegun et les collèges et lycée d'Auch fut institué.

### Manifestations culturelles et festivités
- Ancienne fête patronale : 11 novembre[27] ;
- Fête des battages à l'ancienne : fin juillet[28].

### Sports
La commune compte deux sociétés de chasse, qui contribuent à maintenir l'équilibre écologique.

### Cultes
La religion majoritaire est le catholicisme.
 
La fréquentation de l'église Saint-Martin va en diminuant : le manque de prêtres a poussé à un regroupement avec d'autres paroisses : Biran, Jegun, Lavardens.. Par le passé, le denier du culte permettait un meilleur entretien de l'église et la majorité de la population antrassienne allait à la messe du dimanche - un habitant du village était désigné pour sonner les cloches. Aujourd'hui les cloches ne retentissent que pour la messe annuelle ou les enterrements et grandes cérémonies.

## Économie

### Emploi
|                | 2008  | 2013  | 2018  |
| -------------- | ----- | ----- | ----- |
| Commune        | 3,1 % | 0 %   | 3,6 % |
| Département    | 6,1 % | 7,5 % | 8,2 % |
| France entière | 8,3 % | 10 %  | 10 %  |

En 2018, la population âgée de 15 à 64 ans s'élève à 27 personnes, parmi lesquelles on compte 71,4 % d'actifs (67,9 % ayant un emploi et 3,6 % de chômeurs) et 28,6 % d'inactifs,. Depuis 2008, le taux de chômage communal (au sens du recensement) des 15-64 ans est inférieur à celui de la France et du département.
La commune fait partie de la couronne de l'aire d'attraction d'Auch, du fait qu'au moins 15 % des actifs travaillent dans le pôle,. Elle compte 5 emplois en 2018, contre 8 en 2013 et 7 en 2008. Le nombre d'actifs ayant un emploi résidant dans la commune est de 19, soit un indicateur de concentration d'emploi de 26,3 % et un taux d'activité parmi les 15 ans ou plus de 46,5 %.
Sur ces 19 actifs de 15 ans ou plus ayant un emploi, 3 travaillent dans la commune, soit 16 % des habitants. Pour se rendre au travail, 94,7 % des habitants utilisent un véhicule personnel ou de fonction à quatre roues et 5,3 % n'ont pas besoin de transport (travail au domicile).

### Activités hors agriculture
4 établissements sont implantés  à Antras au 31 décembre 2019.
Le secteur de l'administration publique, l'enseignement, la santé humaine et l'action sociale est prépondérant sur la commune puisqu'il représente 25 % du nombre total d'établissements de la commune (1 sur les 4 entreprises implantées  à Antras), contre 12,3 % au niveau départemental.

### Agriculture
|               | 1988 | 2000 | 2010 | 2020 |
| ------------- | ---- | ---- | ---- | ---- |
| Exploitations | 10   | 7    | 7    | 7    |
| SAU (ha)      | 619  | 644  | 554  | 509  |

La commune est dans le « Haut-Armagnac », une petite région agricole occupant le centre du département du Gers. En 2020, l'orientation technico-économique de l'agriculture  sur la commune est la culture de céréales et/ou d'oléoprotéagineuses. Sept exploitations agricoles ayant leur siège dans la commune sont dénombrées lors du recensement agricole de 2020 (dix en 1988). La superficie agricole utilisée est de 509 ha,,.

### Entreprises et commerces

#### Secteur primaire
Au début du XXe siècle, le village de Gascogne est essentiellement agricole : selon l'abbé Tournier « on y produit du blé, de l'avoine, de l'orge, du seigle, du lin, des pommes de terre. La vigne y est prospère et les eaux-de-vie vieilles, principalement sur le versant occidental de l'Auloue, font bonne figure parmi les crus du Haut-Armagnac ».

En 1909, la population est avant tout composée « d'agriculteurs qui se livrent à l'élevage du cheval et des bêtes à cornes. Les apiculteurs sont rares ».
Il n'y a plus de vigne sur le territoire de la commune depuis 1988. L'agriculture, bien que tendant à la spécialisation et à l'exploitation extensive, reste variée et sur de petites parcelles.
En 2010, il ne reste plus que cinq familles d'agriculteurs sur l'ensemble de la commune (le recensement agricole de 2000 comptabilise une taille moyenne d'une centaine d'hectares par exploitation). Les agriculteurs font essentiellement de la culture, l'élevage n'étant plus le fait que d'une seule exploitation agricole : les normes européennes rendent difficile le maintien de l'élevage sur de petites propriétés - notamment pour le lait qui a disparu du fait des exigences sanitaires élevées. Avec l'abandon de l'élevage, les cultures destinées au fourrage pour les bêtes (orge, avoine) sont elles aussi délaissées.
La période de l'après-guerre a été marquée par la mécanisation des campagnes et l'utilisation des engrais et pesticides. Les premiers tracteurs sont achetés par les exploitations les plus riches, des entrepreneurs louent leur force de traction aux autres exploitants. Le paysage est transformé puisque l'on abat les haies pour des champs plus larges où peut s'utiliser toute la puissance mécanique. Les terres en pentes, autrefois laissées aux vignes, peuvent être labourées par la machine. Les négociants en vin ou en céréales sont remplacés par les coopératives agricoles qui rassemblent et écoulent le grain.

Dans le Gers, l'électronique complète aujourd'hui la mécanique agricole : guidage par satellite de moissonneuses climatisées, informations sur les prévisions météo et les prix des marchés, données heure après heure grâce aux connexions Internet.

#### Secteur secondaire
L'abbé Tournier écrit que l'on comptait « jadis des presseurs d'huile, des peigneurs de laine, des ticiers de lin, des tailleurs, des maçons, des chirurgiens, des meuniers » (il reste aujourd'hui plusieurs ruines de moulin à vent et à eau sur le territoire de la commune). 

Le nombre de métiers artisanaux a fortement diminué : au cœur du village un tailleur et un épicier sont restés actifs jusqu'au début du XXe siècle. L'épicier faisait le tour des habitations de la commune avec son cheval. Le meunier du moulin à eau est resté en activité jusqu'à la même période, chacun apportait sa farine pour qu'elle soit moulue et cuisait alors le pain chez lui, dans les fours à pain qui subsistent, inusités, dans nombre de bâtisses. À partir des années 1950, le boulanger est le premier Antrassien à se déplacer en voiture pour livrer le pain. Au début des années 2000, la fabrique du pain « à l'ancienne » est devenue une fantaisie culinaire individuelle, facilitée par les robots ménagers de grande distribution.
 
La ville de Jegun a fourni tout au long du XXe siècle des services artisanaux que ne possédait plus le village d'Antras : charron pour fabriquer ou réparer les charrues qui allaient aux champs, forgeron pour réparer les herses ou socs, maréchal-ferrant pour les vaches et bœufs qui travaillaient, médecin, pharmacien, épicier, buraliste (journal La Nouvelle République), cordonnier...

## Culture locale et patrimoine

### Lieux et monuments

#### ÉgliseSaint-Martin
La commune d'Antras était autrefois partagée par deux paroisses : la paroisse du Pouy (église du XIe siècle dont il ne reste que des ruines) et la paroisse Saint-Martin. Aujourd'hui, seule l'église Saint-Martin subsiste. Elle est placée au centre de la commune, non loin de la mairie, où elle est indiquée par une croix en pierre. 
Un premier édifice avait été élevé vers l'an 1000, il fut un temps dédié à saint Napoléon (Cf. Églises et chapelles du canton de Jegun). Il tombait de vétusté quand, en 1872, l'église actuelle de Saint Martin a été érigée sur le même site. À l'époque, un vif débat anima la commune pour savoir s'il fallait déplacer l'église pour la rapprocher du Gay. Il fut convenu que le monument religieux demeurerait là où il se trouvait (à flanc de colline, dans un champ) car il était visible depuis les demeures éparpillées sur les coteaux avoisinants. Le cimetière, qui entourait l'église, fut ramené à un parc funéraire situé à son arrière et bordé de cyprès.
L'église Saint-Martin arbore une tour carrée massive de 10 m de hauteur construite en 1827 (elle est antérieure au corps de l'église). À l'intérieur, trois fenêtres gothiques éclairent la nef. Les vitraux représentent la Vierge Immaculée, saint Joseph et saint Martin, patrons de la paroisse. Les deux chapelles, au nord et au midi, présentent une voûte en croisée d'ogive.
Du fait de la baisse des pratiques religieuses, le denier du culte n'étant plus aussi important que par le passé, la paroisse de Saint-Martin est réunie avec celles d'églises de villages voisins. La messe n'est célébrée que quelques fois l'an et les cloches ne rythment plus les moments de la journée.

#### Château du Pouy
"Poy", "Pouy" vient du latin "podium" qui signifie "élévation". Construit sur un coteau dominant la vallée de l'Auloue, le château du Pouy offre une vue imprenable ; M. d'Etigny y séjourna pendant la construction de son hôtel à Auch. Les fortifications, datant des premiers seigneurs de l'an 1000, ont été agrandies en un vieux manoir, puis elles sont devenues une simple ferme au début du XXe siècle.

#### Château d'Antras
Construit sur une élévation voisine, le château d'Antras a l'aspect d'une vieille maison bourgeoise. L'abbé Tournier écrit qu'une ouverture du style Renaissance fixe l'époque de son origine, bien que l'on ait gardé trace de chevaliers d'Antras dès le XIIIe siècle. Le château d'Antras a été occupé, puis brûlé, par les allemands durant la Seconde Guerre mondiale ; il a été rénové et est habité depuis lors.

#### Arbre de la liberté
L'arbre de la liberté, situé à côté de l'ancienne mairie, a été planté le 14 juillet 1989 pour célébrer le bicentenaire de la Révolution française.

### Patrimoine environnemental

#### Faune
Outre les animaux domestiques (chiens, chats), semi-domestiques (ânes) et d'élevage (vaches) - cochons et chevaux ayant disparu, la commune compte sur son territoire un gibier abondant : chevreuils, sangliers, lapins, lièvres, perdrix, faisans...
Les animaux sauvages, blaireaux, martres, fouines, renards, rongeurs (rats, souris, mulots), oiseaux (buses, moineaux, rouges-gorges, mésanges, pies, pinçons, merles, corneilles, corbeaux, etc.), insectes (cigales, grillons, frelons, guêpes, abeilles, moustiques, mouches), araignées, serpents (couleuvres, vipères) et batraciens (grenouilles, crapauds) sont représentatifs de la faune gasconne. Prairies et sous-bois, mares et sources, canopée : autant de biotopes où nichent ces espèces variées.

#### Flore
La flore est marquée par les cultures agricoles : blé, sorgho, tournesol, luzerne. Quelques arbres fruitiers (figuier, prunier, cerisier) complètent les potagers (le plus souvent : tomates, salades, oseille et herbes aromatiques telles que la menthe, le thym ou le persil) et jardins de fleurs (jasmins, jonquilles, roses, soucis, géraniums...).

La flore qui ne relève pas de l'agriculture a été marquée par la disparition des ormeaux, arbres autrefois courants qui ont été décimés dans les années 1980 par une maladie. Les nombreux bois comptent des feuillus (chênes, platanes, peupliers, marronniers, châtaigniers, noisetiers...) et des conifères (pins et sapins). Les ronciers et arbustes tels que le genêt ou le genévrier compliquent l'accès aux versants de collines en friches.

### Personnalités liées à la commune
- Chevalier d'Antras
- Abbé Tournier

### Héraldique
| Blason de Antras | Blason  | De gueules à une grotte d'or mouvant de la pointe, l'ouverture d'azur chargée d'une épée versée d'argent et garnie d'or, ladite grotte accompagnée en chef de deux tours d'argent, ouvertes, ajourées et maçonnées de sable. |
| Blason de Antras | Détails | La grotte symbolise celles de la commune, les deux tours évoquent les deux fiefs (Le Pouy et Antras) qui ont fait l'histoire des lieux et l'épée est l'attribut de saint Martin, patron de l'église. Adopté le 2 mars 2023.  |